# Первый съезд советских писателей
Первый всесоюзный съезд советских писателей — всесоюзное собрание литераторов, проходившее в Москве с 17 августа по 1 сентября 1934 года.
На мероприятии присутствовали делегаты с решающим (376 человек) и совещательным (215 человек) правом голоса, а также более 40 иностранных гостей. С докладами выступали Максим Горький, Самуил Маршак, Корней Чуковский, Николай Бухарин, Юрий Олеша, Илья Эренбург, Алексей Толстой и другие. Помимо литераторов, на съезд прибыли нарком просвещения РСФСР Андрей Бубнов, председатель ОСОАВИАХИМа Роберт Эйдеман, первый заместитель наркома обороны СССР Ян Гамарник.
Делегаты съезда приняли устав Союза писателей СССР; основным методом советской литературы был признан социалистический реализм.
В течение нескольких лет после окончания съезда 220 его участников подверглись репрессиям.

## Подготовка к съезду

Куратор съезда Андрей Жданов

Разговоры о необходимости создания писательской организации начались задолго до проведения съезда. По утверждению журналиста Александра Беляева, впервые эта идея была озвучена ещё в 1920-х годах, когда вышел в свет роман-антиутопия Евгения Замятина «Мы», в котором шла речь о контроле за литературой с помощью Института Государственных Поэтов и Писателей.
В апреле 1932 года вышло в свет постановление ЦК ВКП(б) «О перестройке литературно-художественных организаций», призванное объединить разрозненные писательские группы в монолитную структуру и аналогичным образом создать единые творческие союзы по направлениям (композиторов, художников и др.). Тогда же был создан оргкомитет Союза писателей (почётный председатель Максим Горький), задачей которого стала подготовка съезда писателей. Из-за организационных проблем дата созыва съезда несколько раз переносилась; менялись имена докладчиков и темы для выступлений.

### Создание оргкомитета
17 мая 1932 года Оргбюро ЦК ВКП(б) утвердило состав оргкомитета Союза советских писателей по РСФСР и приняло решение о создании подобных комитетов в других республиках.
Первые рабочие встречи инициативной группы проходили на квартире у А. М. Горького, на них присутствовали писатели разных взглядов.
20 октября 1932 года состоялась встреча с писателями-коммунистами из РАПП. На ней И. Сталин обосновал необходимость создания новой писательской организации: «Вы выдвигали и расхваливали своих, выдвигали подчас не в меру и не по заслугам, замалчивали и травили писателей, не принадлежащих к вашей группе, и тем самым отталкивали их от себя, вместо того чтобы привлекать их в нашу организацию и помогать их росту… Тут же рядом с вами росло и множилось море беспартийных писателей, которыми никто не руководил, которым никто не помогал, которые были беспризорными».
Проведению съезда предшествовали два пленума Всесоюзного оргкомитета. Писатель Михаил Пришвин, побывавший в ноябре 1932 года на одном из них, написал в дневнике, что будущая писательская организация «есть не что иное, как колхоз».
В печати было развернуто обсуждение творческих вопросов, проводились общественные мероприятия, чтобы привлечь внимание к писательскому форуму и художественной литературе.

### Программа
Первые материалы по повестке дня и учредительным документам готовил секретарь фракции ВКП(б) оргкомитета И. Гронский. Когда из-за его болезни работа застопорилась, его заменил А. Фадеев, а в помощь ему в секретариат был введён В. Ставский. Статья «О социалистическом реализме», написанная П. Юдиным вместе с А. Фадеевым, стала идейной вехой в подготовке съезда. Политбюро ЦК ВКП(б) рассмотрело и утвердило её 6 мая 1934 года, а затем она была опубликована в «Правде».
15 мая 1934 года в двух павильонах ЦПКиО имени М. Горького в Москве открылась выставка книг советских писателей с очень широкой тематикой. На её проведение была потрачена треть первоначального бюджета съезда: 360 тысяч рублей.
По инициативе Горького бригады писателей отправились в разные регионы страны на встречи с читателями. Местом проведения съезда был выбран Колонный зал Дома Союзов, а для его торжественного оформления были использованы портреты писателей-классиков. К съезду зал радиофицировали, чтобы транслировать в эфир ход съезда. Некоторые из выступлений планировалось записать на радиопленку. Союзкинохронике было поручено фиксировать работу съезда, для чего была выделена бригада операторов и осветителей.
В культурной программе съезда прибывающие делегаты могли выбрать экскурсии на Метрострой, на авиационный завод № 22 им. Горбунова, на автозавод им. Сталина, в аэропорт (полеты на аэропланах), на строительство канала Москва — Волга, на выставку «Наши достижения», в мототехническую часть имени Малиновского и в Кремль. Были запланированы встречи с учёными, архитекторами (для ознакомления с планом новой Москвы), иностранными писателями. Делегаты могли посмотреть постановки пьес «Чудесный сплав» В. Киршона, «Бойцы» Б. Ромашова, а также спектакли «Фиалка Монмартра», «Женщина и море», «День и ночь» и кинофильмы «Пышка», «Три песни о Ленине», «Восстание человека», «Весёлые ребята».
В мае 1934 года координацию мероприятия поручили Андрею Жданову. Тогда же секретно-политический отдел ГУГБ НКВД СССР начал собирать информацию о настроениях в литературном сообществе и готовить характеристики будущих делегатов.

## Работа съезда
| Дата       | Заседание                                      | Докладчик                           | Тема выступления                                                   |
| ---------- | ---------------------------------------------- | ----------------------------------- | ------------------------------------------------------------------ |
| 17.08.1934 | Первое                                         | А. М. Горький                       | Вступительная речь                                                 |
| 17.08.1934 |                                                | А. А. Жданов                        | О революционности литературы                                       |
| 17.08.1934 |                                                | А. М. Горький                       | Доклад о советской литературе                                      |
| 19.08.1934 | Второе                                         | С. Я. Маршак                        | О детской литературе                                               |
| 19.08.1934 |                                                | И. Ю. Кулик                         | О литературе Украинской ССР                                        |
| 19.08.1934 | Третье                                         | М. Н. Климкович                     | О литературе Белорусской ССР                                       |
| 19.08.1934 |                                                | К. Г. Наджми                        | О литературе Татарской АССР                                        |
| 20.08.1934 | Четвёртое                                      | М. Г. Торошелидзе                   | О литературе Грузинской ССР                                        |
| 20.08.1934 |                                                | Д. А. Симонян                       | О литературе Армянской ССР                                         |
| 20.08.1934 | Пятое                                          | М. Алекберли                        | О литературе Азербайджанской ССР                                   |
| 20.08.1934 |                                                | Р. Маджиди                          | О литературе Узбекской ССР                                         |
| 20.08.1934 |                                                | О. Таш-Назаров                      | О литературе Туркменской ССР                                       |
| 20.08.1934 |                                                | Г. А. Лахути                        | О литературе Таджикской ССР                                        |
| 21.08.1934 | Шестое. Председатель П. А. Павленко            | Ф. В. Гладков                       | О литературе народов СССР                                          |
| 21.08.1934 |                                                | В. В. Ермилов                       | О художественных критериях                                         |
| 21.08.1934 |                                                | И. Фефер                            | О еврейской литературе                                             |
| 21.08.1934 | Седьмое. Председатель Б. Л. Пастернак          | Л. Кассиль                          | О детской литературе                                               |
| 21.08.1934 |                                                | К. И. Чуковский                     | О детской литературе                                               |
| 21.08.1934 |                                                | И. Эренбург                         | О положении писателей в СССР                                       |
| 21.08.1934 |                                                | Жан-Ришар Блок                      | О взаимодействии писателя и читателя                               |
| 22.08.1934 | Восьмое. Председатель А. Малышкин              | В. М. Бахметьев                     | О задачах советской литературы                                     |
| 22.08.1934 |                                                | Али Назим                           | О многонациональной советской литературе                           |
| 22.08.1934 |                                                | Л. Соболев                          | О любви и ненависти в литературе                                   |
| 22.08.1934 |                                                | М. Шагинян                          | О теоретических вопросах                                           |
| 22.08.1934 | Девятое. Председатель А. Лахути                | В. Лидин                            | О технологии писательского ремесла                                 |
| 22.08.1934 |                                                | М. Кольцов                          | О сатирической литературе                                          |
| 22.08.1934 |                                                | Вс. Иванов                          | О производительности писательского труда                           |
| 22.08.1934 |                                                | А. А. Фадеев                        | О недостатках в советской литературе                               |
| 22.08.1934 |                                                | Ю. К. Олеша                         | О писателях-художниках                                             |
| 23.08.1934 | Десятое. Председатель А. А. Фадеев             | А. Л. Барто                         | О детской поэзии                                                   |
| 23.08.1934 |                                                | Чесноков                            | О мордовской литературе                                            |
| 23.08.1934 | Одиннадцатое. Председатель Симонян             | Н. Забила                           | О детской литературе                                               |
| 23.08.1934 |                                                | Б. Ясенский                         | О западных революционерах                                          |
| 23.08.1934 |                                                | И. Бабель                           | Об уважении к читателю                                             |
| 23.08.1934 |                                                | А. Мальро                           | О характере коммунистической культуры                              |
| 24.08.1934 | Двенадцатое                                    | К. Радек                            | О современной мировой литературе и задачах пролетарского искусства |
| 24.08.1934 |                                                | М. Нексё                            | Об идеалах для борьбы и труда                                      |
| 25.08.1934 | Тринадцатое. Председатель И. Эренбург          | Б. Иллеш                            | О задачах мировой литературы                                       |
| 25.08.1934 | Четырнадцатое. Председатель И. Г. Эренбург     | Луи Арагон                          | Приветствие съезду                                                 |
| 26.08.1934 | Пятнадцатое. Председатель Б. Иллеш             | К. Радек                            | О пролетарских писателях Запада                                    |
| 27.08.1934 | Шестнадцатое                                   | Н. Ф. Погодин                       | О драматургии                                                      |
| 27.08.1934 | Семнадцатое. Председатель А. С. Новиков-Прибой | А. Н. Толстой                       | О драматургии                                                      |
| 27.08.1934 | Восемнадцатое. Председатель Климкович          | К. А. Тренёв                        | О драматургии и зрителях                                           |
| 28.08.1934 | Девятнадцатое. Председатель Климкович          | А. Зархи                            | О киносценариях                                                    |
| 28.08.1934 |                                                | Н. Бухарин                          | О поэзии, поэтике и задачах поэтического творчества                |
| 29.08.1934 | Двадцатое. Председатель Таш-Назаров            | Н. С. Тихонов                       | О ленинградских поэтах                                             |
| 29.08.1934 |                                                | М. Рафили                           | О переводах и переводчиках                                         |
| 29.08.1934 | Двадцать первое                                | Айни                                | О таджикской поэзии                                                |
| 29.08.1934 |                                                | В. Инбер                            | О поэзии                                                           |
| 29.08.1934 |                                                | Б. Пастернак                        | О поэтическом языке                                                |
| 29.08.1934 |                                                | Демьян Бедный                       | О полемических тезисах в докладе Н. И. Бухарина                    |
| 30.08.1934 | Двадцать второе. Председатель Д. Джабарлы      | К. Чуковский                        | О художественных переводах                                         |
| 30.08.1934 |                                                | Р. Альберти                         | О революционной литературе Испании                                 |
| 30.08.1934 |                                                | Н. И. Бухарин                       | Ответное слово оппонентам                                          |
| 30.08.1934 | Двадцать третье. Председатель А. А. Фадеев     | Студенты литературного университета | Приветствие съезду                                                 |
| 31.08.1934 | Двадцать четвёртое. Председатель Таш-Назаров   | Н. Е. Мординов                      | О якутской литературе                                              |
| 31.08.1934 | Двадцать пятое. Председатель В. Огнёв          | П. Ф. Юдин                          | Об уставе Союза советских писателей                                |
| 01.09.1934 | Двадцать шестое. Председатель А. А. Фадеев     | А. М. Горький                       | Заключительное слово                                               |

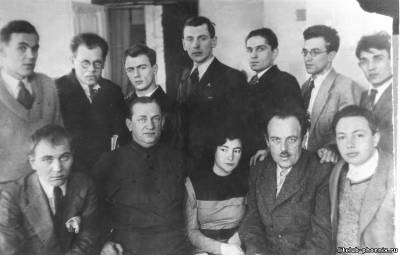
Участники съезда:
в первом ряду (слева направо)
Александр Шевцов, Владимир Ставский, Маргарита Алигер, Александр Безыменский, Александр Исбах,
во втором ряду (слева направо)
Сергей Васильев, Григорий Бровман, Евгений Долматовский, Сергей Михалков, Александр Коваленков, Илья Френкель, Василий Сидоров

По свидетельству участников, атмосфера напоминала большой праздник: играли оркестры, у входа в Колонный зал делегатов приветствовали толпы москвичей, на стенах Дома союзов были развешаны портреты Шекспира, Мольера, Толстого, Сервантеса, Гейне. Предприятия столицы — «Трёхгорка», метростроевцы, железнодорожники — направляли на съезд своих представителей с напутствиями и пожеланиями. Колхозники рекомендовали Михаилу Шолохову, чтобы в продолжении «Поднятой целины» Лукерья стала «ударницей коммунистического производства». Пионеры входили в зал с наставлениями: «Есть много книг с отметкой „хорошо“, / Но книг отличных требует читатель».
Как вспоминала участница съезда Елена Хоринская, у делегатов была возможность в любой момент заказать машину для поездки по личным нуждам и бесплатно получить билеты на любые спектакли или концерты. Питание писателей было организовано в ресторане, расположенном неподалёку от Колонного зала, за эту сторону дела отвечал Арий Ротницкий, следивший, по его словам, «чтобы всё, что отпускалось писателям, попадало в котёл, и чтоб их кормили хорошо, чтобы считались с их вкусами, чтобы выполняли их заказы… чтобы не кормили посторонних».
Основной доклад был прочитан Горьким, который говорил о том, что коллективный писательский труд поможет авторам лучше узнать друга, «перевоспитаться в людей, достойных великой эпохи». Часть его выступления была посвящена Достоевскому, которого Горький назвал «ненасытным мстителем за свои личные невзгоды и страдания».
Его содокладчик Самуил Маршак рассказал делегатам о наказах от детей и напомнил, что для юных читателей нужно писать самые разные книги: научные, документальные, художественные.
В выступлении Виктора Шкловского утверждалось, что Достоевского «нельзя понять вне революции»: «Я сегодня чувствую, как разгорается съезд, и, я думаю, мы должны чувствовать, что если бы сюда пришел Федор Михайлович, то мы могли бы его судить как наследники человечества, как люди, которые судят изменника, как люди, которые сегодня отвечают за будущее мира». Говоря о Маяковском, докладчик заявил, что вина поэта не в том, «что он стрелял в себя, а в том, что он стрелял не вовремя».
Пастернака, которому было уготовано место в президиуме, присутствующие приветствовали «продолжительными аплодисментами». В докладе он рассуждал о том, что поэзия — это «голос прозы, проза в действии, а не в пересказе». Когда в зале появились метростроевцы, поэт попытался взять из рук одной работницы тяжёлый инструмент, после чего объяснил делегатам, что это было «безотчётное побуждение» интеллигента.
Продолжительных аплодисментов удостоился и Исаак Бабель. Его речь была посвящена пошлости, которая в новую эпоху «уже не дурное свойство характера, а преступление». Поэт Николай Тихонов посвятил своё выступление ленинградским поэтам, на которых «наибольшее влияние» оказал Сергей Есенин.
Юрий Олеша, признав, что писатель вживается в образы своих героев, в том числе отрицательных, заметил, что «в художнике живут все пороки и все доблести». Речь его казалась искренней; в дни съезда он верил, что «все сомнения, все страдания прошли». Спустя несколько дней после своего выступления он в приватной беседе сказал Эренбургу, что больше не сможет писать — «это было иллюзией, сном на празднике».
Присутствовали более 590 делегатов.
- Более 96 % участников — мужчины
- Средний возраст — 36 лет
- Выходцы из крестьян — 42 %
- Пролетариат — 27 %
- Интеллигенция — около 13 %
- Прозаики — 33& %
- Поэты — 19 %
- Критики — 12 %
- Члены ВКП(б) — около 50 %

Большой резонанс вызвал 24-страничный доклад Николая Бухарина; его выступление, в котором цитировались стихи Бальмонта и Гумилёва, а Пастернак был назван первым из советских поэтов, стало поводом для полемики, в которой участвовали Александр Безыменский и Демьян Бедный.
Фраза Леонида Соболева о том, что «партия дала писателю все права, кроме права писать плохо», стала одной из самых популярных; как вспоминал Евгений Шварц, в коридорах её повторяли на все лады.
Горький, который, как заметили некоторые делегаты, был в дни съезда очень болен, в своём заключительном слове поставил вопрос о создании в Москве «Театра классики». Кроме того, он обратил внимание на необходимость поддержки поэтов и прозаиков Восточной и Западной Сибири и высказал мысль о выпуске периодических альманахов с произведениями национальной литературы.
Пафосную обстановку мероприятия нарушали разговоры в кулуарах. Сотрудники НКВД зафиксировали реплики Бабеля о том, что «съезд проходит мёртво, как царский парад», и поэта Михаила Семенко, сказавшего, что из-за гладкой атмосферы ему хочется бросить в президиум «кусок дохлой рыбы». Корней Чуковский впоследствии вспоминал о том, какую тоску в нём вызвал «этот съезд».
Выбрали правление, одобрили устав. Горький объявил съезд закрытым. На следующий день у входа в Колонный зал неистовствовали дворники с мётлами. Праздник кончился.

## Утверждение метода социалистического реализма

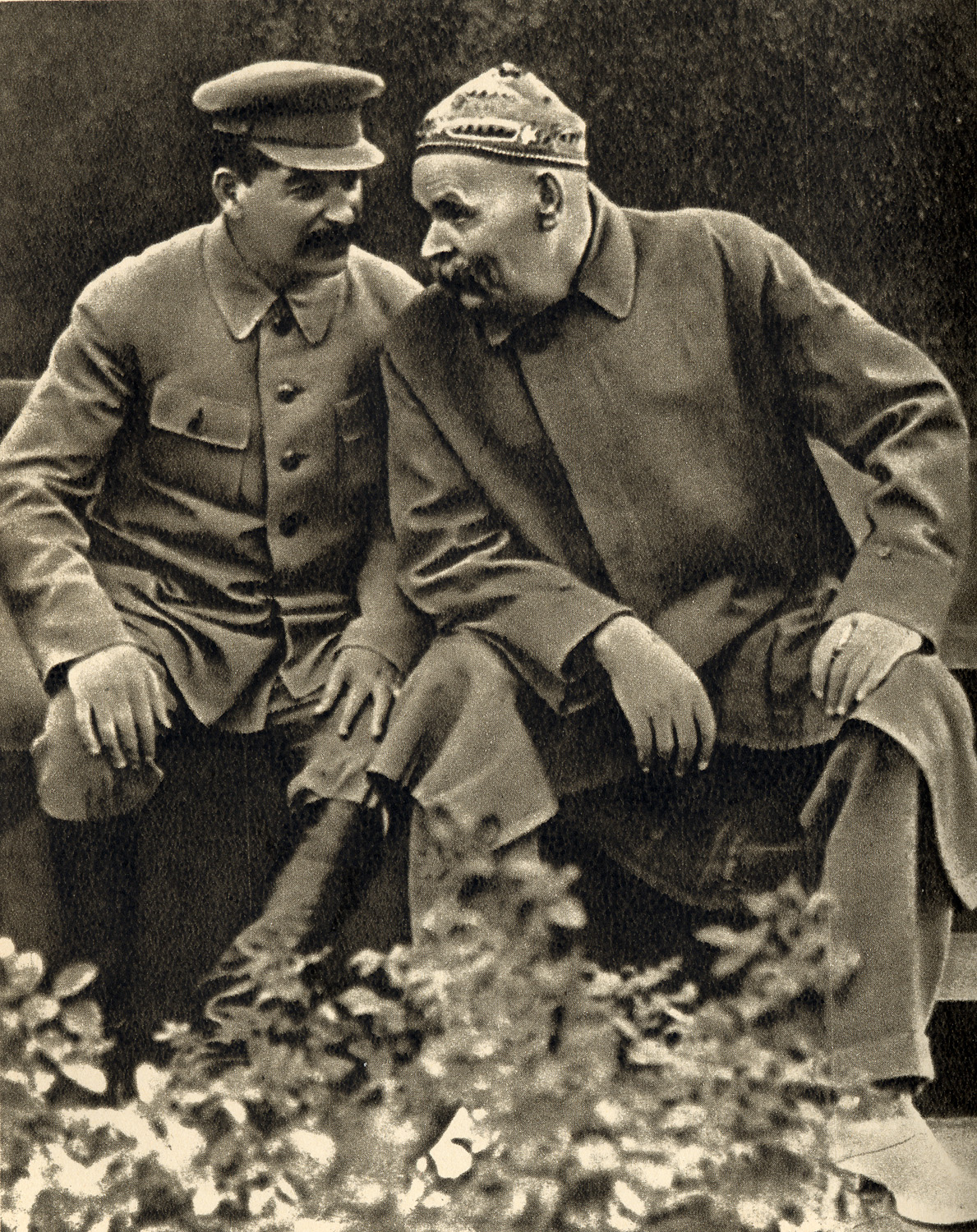
Беседа Иосифа Сталина с Максимом Горьким

Словосочетание «социалистический реализм», впервые появившееся на страницах «Литературной газеты» за два года до начала работы съезда, было на мероприятии одним из самых распространённых: о нём упоминалось почти во всех докладах, в том числе полемических. Так, Александр Фадеев выразил обеспокоенность в связи с тем, что повсеместное использование нового метода приведёт к созданию «сусальной литературы». Николай Бухарин призвал в рамках соцреализма сохранить творческую свободу поэтов и отказаться от «обязательных директив в этой области».
Итог дискуссиям положил Горький, который в своём выступлении назвал целью соцреализма развитие творческих способностей человека «ради победы над силами природы». В принятом на съезде уставе Союза писателей СССР социалистический реализм был признан основным методом советской литературы и советской критики, «требующим от художника правдивого, исторически-конкретного изображения действительности в её революционном развитии».

## Развитие многонациональной литературы
По инициативе А. М. Горького в повестку дня съезда был включён вопрос о развитии национальных литератур и их взаимодействии с русской культурой. Советский классик собственноручно включил в план соответствующие доклады. В дело вмешался и сам И. Сталин, пожелавший ознакомиться с тезисами докладов, в том числе руководителя писателей Грузии М. Торошелидзе. "По возвращении в Тбилиси М. Торошелидзе срочно собрал тогдашнее руководство Союза и подробно рассказал нам о содержании этой беседы… «Как? Вы скажете съезду, что грузинский народ только после Октябрьской революции обрел возможности творчества, а до той поры ничего не создал в области культуры?.. Передайте грузинским писателям от моего имени, что, если они не могут [создать] нечто подобное тому, что создали наши предшественники в области культуры и литературы, пусть хоть окажутся в состоянии показать это наследие».
Пожелание Сталина было воплощено в жизнь: после съезда начался массовый перевод произведений национальных писателей на русский язык, а русских — на языки народов СССР.

## Зарубежные гости
Список иностранных литераторов, приглашённых на съезд, был составлен заранее — в него вошли писатели, в которых советский режим «был заинтересован». Критерии, по которым выбирались зарубежные гости, были в основном сформулированы куратором мероприятия Андреем Ждановым: это люди, симпатизирующие СССР и социалистическому строительству. В их число вошли Луи Арагон, Мартин Андерсен Нексё, Жан-Ришар Блок, Андре Мальро, Рафаэль Альберти.
Делегаты съезда приветствовали не только этих литераторов, но и тех, кто отсутствовал: Ромена Роллана, Анри Барбюса, Бернарда Шоу, Генриха Манна. С докладами выступали Андерсен-Нексё, призывавший художников «давать приют всем, даже прокажённым», и Андре Мальро, рассуждавший о том, что «фотография великой эпохи — это ещё не великая литература».
Обслуживанием зарубежных гостей занимался «Интурист». Политбюро рекомендовало этой структуре, находившейся под контролем НКВД, не только «обратить особое внимание на качество работы гидов, обеспечив при проведении экскурсий с интуристами толковые, исчерпывающие и политически выдержанные объяснения», но и «отменить по всей системе приём чаевых».

## Итоги
| А—Г                        | Д—М                | М—Т                  | Т—Я               |
| -------------------------- | ------------------ | -------------------- | ----------------- |
| Айни                       | Джабарлы Д.        | Малышкин А. Г.       | Таш-Назаров О.    |
| Акопян А.                  | Джавахишвили М. С. | Маршак С. Я.         | Тихонов Н. С.     |
| Алазан А.                  | Джансугуров И.     | Микитенко И. К.      | Толстой А. Н.     |
| Александрович А. И.        | Золотов А. И.      | Наджми К. Г.         | Токомбаев А.      |
| Алекберли М.               | Зощенко М. М.      | Накоряков Н. Н.      | Торошелидзе М. Г. |
| Асеев Н. Н.                | Иванов Вс.         | Новиков-Прибой А. С. | Тренёв К. А.      |
| Аросев А. Я.               | Иллеш Б.           | Ойунский П. А.       | Тынянов Ю. Н.     |
| Астемиров Б. А.            | Каменев Л. Б.      | Павленко П. А.       | Тычина П. Г.      |
| Афиногенов А. Н.           | Караваева А. А.    | Панфёров Ф. И.       | Фадеев А. А.      |
| Бах Ф. И.                  | Катаев И. И.       | Пастернак Б. Л.      | Федин К. А.       |
| Бахметьев В. М.            | Кириленко И. У.    | Панч П.              | Фефер И.          |
| Бегимов                    | Кирпотин В. Я.     | Пильняк Б. А.        | Харик И.          |
| Бедный Демьян              | Киршон В. М.       | Погодин Н. Ф.        | Чапыгин А. П.     |
| Безыменский А. И.          | Климкович В. М.    | Пришвин М. М.        | Чериев Х. Н.      |
| Билль-Белоцерковский В. Н. | Колас Якуб         | Сейфуллин С.         | Шагинян М. С.     |
| Болотников А. И.           | Копыленко А. И.    | Сейфуллина Л. Н.     | Ширвап-Заде А. М. |
| Вересаев В. В.             | Кольцов М. Е.      | Семёнов С. А.        | Ширабон С. Ш.     |
| Виртанен Я. Э.             | Кулик И. Ю.        | Серафимович А. С.    | Шолохов М. А.     |
| Вишневский В. В.           | Купала Я.          | Симонян Д.           | Щербаков А. С.    |
| Вургун С.                  | Лахути А.          | Слонимский М. Л.     | Эйдеман Р. П.     |
| Герасимова В. А.           | Ле И. Л.           | Соболев Л. С.        | Эрдберг           |
| Гладков Ф. В.              | Леонов Л. М.       | Ставский В. П.       | Эренбург И. Г.    |
| Горбунов К. Я.             | Луппол И. К.       | Субоцкий Л. М.       | Эули С.           |
| Горелов А. Е.              | Маджиди Р.         | Тагиров А. М.        | Ясенский Б.       |
| Горький А. М.              |                    |                      | Яшин А. Я.        |

В состав президиума Союза писателей СССР были избраны Максим Горький (председатель), Александр Афиногенов, Фёдор Гладков, Леонид Леонов, Александр Серафимович, Михаил Шолохов, Александр Фадеев, Лидия Сейфуллина, Илья Эренбург, Николай Тихонов.
На местах начали создаваться региональные ячейки СП с необходимым аппаратом, правлением и председателями. У литераторов появилась возможность продвинуться по номенклатурной стезе и улучшить своё материальное положение: должностные оклады сотрудников Литфонда в 1935 году варьировались в диапазоне от 300 (секретарь правления) до 750 (директор) рублей.
Съезд наметил разделение литераторов по ранжиру. «Главным писателем» страны стал Горький; ведущим детским поэтом — Маршак; на роль основного поэта «прочили Пастернака». По словам представителя ленинградской делегации Вениамина Каверина, поводом к появлению негласной табели о рангах послужила фраза Горького о том, что нужно «наметить 5 гениальных и 45 очень талантливых» писателей; остальных литераторов докладчик предлагал включить в число тех, кто «плохо организует свой материал и небрежно обрабатывает его». Публицист Михаил Кольцов откликнулся на слова Горького фразой:
Я слышал, что уже началась делёжка. Кое-кто уже осторожно расспрашивает: а как и где забронировать местечко если не в пятёрке, то хотя бы среди сорока пяти?
К числу итогов съезда относится и растянувшееся на почти три десятилетия исключение Достоевского из истории русской литературы: после выступлений Горького и Шкловского автора «Бесов» стали называть изменником.

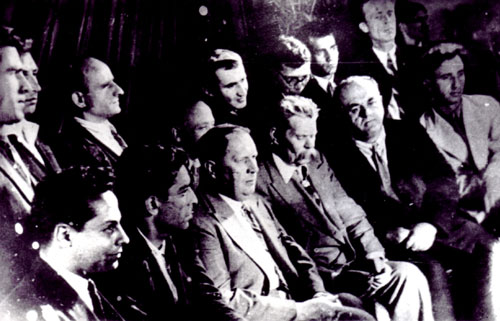
Участники съезда. Сидят (слева направо): Али Назим, Самед Вургун, Алексей Толстой, Максим Горький, Салман Мумтаз, Мамед Кязым Алекберли. Стоят: 2-й справа — Мехти Гусейн, 3-й справа — Джафар Джаббарлы, 3-й слева — Микаэл Рафили

Вскоре после мероприятия в регионы начали поступать директивы о подготовке к выходу социально значимых произведений. По линии секции драматургов были направлены рекомендации более чем пятидесяти литераторам «о создании драматургических произведений, достойных великой даты 20-летия Октября». Секретно-политический отдел ГУГБ НКВД СССР, отслеживая настроения писателей после возвращения домой, констатировал, что в регионах реакция на итоги съезда вялая, и литераторов больше интересуют собственные бытовые проблемы, нежели общественные вопросы.
Не остались без внимания и зарубежные гости, участвовавшие в работе съезда: по данным отдела печати и издательств ЦК, в 1935 году в Советском Союзе вышло в свет сто книг иностранных авторов; лидерами по тиражам стали Арагон, Барбюс, Мальро и другие литераторы, входившие в «номенклатурные списки „друзей“» СССР.
С подачи Юрия Олеши писателей после съезда стали называть «инженеры человеческих душ».
Отдельные решения съезда долго оставались невыполненными. Так, идея создания Союза писателей РСФСР была воплощена в жизнь только в 1958 году.
Съезд бросал из жара в холод и сменял какую-нибудь радостную неожиданность давно знакомым всё уничтожающим заключением.

## Финансовые затраты
Финансовые итоги показали, что на эксплуатацию и художественное оформление здания с залом на 1600 человек за две недели было потрачено 60 тысяч рублей.
Питание одного делегата в ресторане в Большом Филипповском переулке обходилось организаторам в 40 рублей в день, тогда как в то время средняя стоимость обеда рабочего составляла 84 копейки, служащего в учреждении — 1 рубль 75 копеек, а хороший обед в коммерческом ресторане стоил 5 рублей 84 копейки. Общая сумма затрат на питание делегатов, гостей и обслуживающего персонала составила 391 тысячу рублей.
В распоряжение оргкомитета съезда было выделено 25 легковых машин, 6 автобусов, всем делегатам предоставили право бесплатный проезд на общественном транспорте в Москве. Затраты по этой статье составили 50 тысяч рублей, ещё 80 тысяч рублей ушло на оплату проезда 450 делегатов в Москву, 24 тысячи — на суточные этим делегатам в пути.
Делегатов разместили в гостиницах: Большой Московской («Гранд Отель» — 100 человек), в гостинице «Россия» («Дом Востока» — 150), «Союзной» (100) и в 3-м Доме ЦИК (150). На это было потрачено 90 тысяч рублей.
Отдельная статья расходов была связана с подарками участникам, фотографированием, бесплатной подпиской на газеты и журналы — на эти нужды ушло более 38 400 рублей.
Для участников съезда организовали централизованное обеспечение дефицитными товарами в специализированном магазине № 118, куда специально завезли готовое платье, обувь, трикотаж, хлопчатобумажные и шёлковые ткани, резиновые изделия, 400 патефонов, 8 тысяч грампластинок, 50 велосипедов, 200 карманных часов.
Первоначальный бюджет съезда составлял 850 тысяч рублей (от Наркомфина СССР 250 тыс., из резервного фонда СНК — 400 тыс. в июне и 200 тыс. в августе) Итоговые затраты превысили 1,2 миллиона рублей, что эквивалентно годовой зарплате 754 рабочих, чья среднемесячная зарплата составляла 125 рублей.
После начала съезда организаторы решили завершить его банкетом, который был накрыт на 800 человек из расчёта 125 рублей на каждого. Общая стоимость мероприятия составила дополнительно 120 тысяч рублей.
После завершения съезда был вскрыт ряд финансовых нарушений в оргкомитете, однако никакого расследования по этому поводу не проводилось.

## Судьбы участников
Треть участников съезда (182 человека) погибла в течение нескольких следующих лет в тюрьмах и ГУЛАГе. Ещё 38 человек были репрессированы, но остались живы.
По свидетельству Елены Хоринской, в Бурятии и других небольших республиках репрессии в отношении литераторов были страшнее, чем в центре, и билет члена Союза писателей не служил щитом.
Среди тех, кто был признан «врагами народа», — Борис Корнилов, Афзал Тагиров, Паоло Яшвили, Салман Мумтаз, Али Назим, Мамед Кязим Алекперли и другие делегаты съезда. Часто выезжавшие и подолгу жившие за границей Исаак Бабель, Михаил Кольцов, Борис Пильняк были осуждены за шпионаж.